# Guilhem de l'Olivier
Guilhem de l'Olivier, també citat amb les formes Gui de l'Olivier o Guiraut de l'Olivier fou un trobador originari d'Arle. Va desenvolupar bona part de la seva activitat artística a les corts de la Llombardia durant la segona meitat del segle xiii. De la seva obra ens han arribar algunes cobles, conegudes amb el nom de coblas esparsas, de caràcter moralitzant. Segons Bartsch-Schultz, aquest trobador podria tractar-se de Guilhem o Uc de Lobevier i, per tant, hauria estat citat com a Guilhem de l'Olivier de manera errònia per Joan de Nòstra Dama.

## Exemples[4]
2.
Fals' amor no si pot dir
per dreg c'amors la nommes,
c'amors autra res non es
mas can benvolen dezir.
Per que no(n) y cap falseza
pus qu'en bontat cap maleza,
si tot s'an trobador dich
fals' amor en lur escrich,
mas dir pot hom: fals semblan trichador
M'a fag mi dons sotz semblansa d'amor.
24.
Escrib trueb en un nostr'actor
c'om por ben cam'jar per melhor;
el pros coms R[aimons] de Toloza
dis una paraula ginhoza
que retrairai per so que no s'oblit:
"e cant yeu aug so que non ai auzit,
et yeu me pes so que non ai pessat".
Vol dir c'om pot mudar sa voluntas
aitantas vetz co au mielhs cosselhar
pot son voler e deu per mielh camjar.